# Jay Triano
Howard James Triano, detto Jay (Tillsonburg, 21 settembre 1958), è un allenatore di pallacanestro ed ex cestista canadese.
È il figlio di Howie Triano.

## Carriera

### Giocatore
È stato selezionato dai Los Angeles Lakers all'ottavo giro del Draft NBA 1981 (179ª scelta assoluta).
Con il Canada ha disputato due edizioni dei Giochi olimpici (Los Angeles 1984, Seul 1988), tre dei Campionati mondiali (1978, 1982, 1986) e tre dei Campionati americani (1980, 1984, 1988).

### Allenatore
Dal 3 dicembre 2008 fino a fine stagione è il capo allenatore ad interim dei Toronto Raptors, dopo il licenziamento di Sam Mitchell.
Nella stagione successiva, nonostante le voci sull'arrivo di Ettore Messina a capo dei canadesi, Triano è riconfermato. Al termine della stagione 2010-11 (22-60) l'opzione per i successivi due anni non viene esercitata.
Nell'agosto 2012 viene assunto dai Portland Trail Blazers come vice del coach Terry Stotts.
Da allenatore ha guidato il Canada ai Giochi olimpici di Sydney 2000, ai Campionati mondiali del 2002 e a cinque edizioni dei Campionati americani (1999, 2001, 2003, 2013, 2015).